# 北海道道546号暑寒別公園線
北海道道546号暑寒別公園線（ほっかいどうどう546ごう しょかんべつこうえんせん）は、北海道増毛郡増毛町内を結ぶ一般道道（北海道道）である。冬期通行止め区間がある。

## 概要
増毛町内、渓流の森から市街地を結ぶ路線である。

終点から約2 km程の区間には果樹園が並び、「りんご回廊」の愛称が付けられている。
途中で暑寒支線林道が分岐している。

### 路線データ
- 起点：北海道増毛郡増毛町暑寒沢
- 終点：北海道増毛郡増毛町南畠中町8丁目（国道231号交点）
- 総延長：10.359 km
- 実延長：10.278 km
- 重用延長：0.015 km
- 未供用延長：0.066 km
- 未舗装延長：1.480 km

### 道路管理者
- 留萌振興局 留萌建設管理部 事業課

## 歴史
- 1966年（昭和41年）3月31日 - 路線認定[1]。
- 1994年（平成6年）3月25日 - 渓流の森までの町道を編入、起点を変更[2]。
- 1998年（平成10年）1月23日 - 国道231号増毛バイパスの開通に伴い、終点を変更[3]。

## 路線状況

### 冬期交通規制
- 通行止め
  - 増毛町暑寒沢道有林21林班（起点） -  増毛町暑寒沢729（ゲート）
区間延長：3.9 km

### 道路施設

#### 常設型ゲート
- ゲート（増毛町暑寒沢729）

## 地理

### 通過する自治体
- 留萌振興局
  - 増毛郡増毛町

### 交差する道路
増毛町
- 国道231号 - 南畠中町7丁目（終点）

### 沿線にある施設など
増毛町
- 渓流の森
- 増毛町営 暑寒別岳スキー場